# 邓少东
邓少东（1910年—1993年9月18日），湖北大悟人，中国人民解放军将领、中国人民解放军开国少将。西藏军区副司令员任內發生1959年藏区骚乱。

## 生平
1929年，邓少东参加中国工农红军，同年参加中国共产主义青年团，1930年转入中国共产党。在中共军队中，历任班长、排长、连长、营长、团政治委员、旅政治部主任、师政治委员、军副政治委员兼政治部主任、公安部队副司令员、西藏军区副司令员（任內發生1959年藏区骚乱）、成都军区副司令员等职。
第一次国共内战时期，邓少东参加了鄂豫皖苏区的历次反围剿战争。红军长征后，邓少东参加了南方三年游击战争。抗日战争时期，邓少东为创立并发展皖江抗日根据地、淮南抗日根据地作出贡献。第二次国共内战时期，先后参加苏中战役、淮阴战斗、莱芜战役、孟良崮战役、胶南战斗、莱阳战役、济南战役、淮海战役、渡江战役、上海战役等战役、战斗。邓少东是第五届全国政协委员。1955年，获授中国人民解放军少将军衔。  1959年，任西藏自治区筹备委员会委员。
1993年9月18日，邓少东在南京病逝，享年83岁。